# Биркгоф, Гаррет
Гаррет Би́ркгоф (Биркхоф, англ. Garrett Birkhoff; 19 января 1911, Принстон, Нью-Джерси, США — 22 ноября 1996, Уотер-Милл, Нью-Йорк, США) — американский математик, основатель универсальной алгебры, известный также работами в области гидродинамики.

## Биография
Сын математика Джорджа Биркгофа.
Начал учиться в бакалавриате Гарвардского университета в 1928 году, в 1932 году продолжил обучение в Кембриджском университете, первоначально намереваясь освоить математическую физику, однако затем, по причине растущего интереса к общей алгебре, сменил научного руководителя на алгебраиста Филиппа Холла; в 1936 году была опубликована написанная совместно с Холлом статья «Об отношении порядка в группах автоморфизмов».
С 1936 года преподавал в Гарвардском университете. В 1941 году совместно с Маклейном опубликовал книгу «Обзор современной алгебры» (англ. A Survey of Modern Algebra) — учебник, оказавший значительное влияние на преподавание алгебры в США (4-е издание вышло в 2008 году). Статья 1935 года «О структуре абстрактных алгебр», в которой отмечены ряд параллельных конструкций, используемых в теории групп и колец: гомоморфизмы, факторгруппы и факторкольца, нормальные подгруппы и двухсторонние идеалы, способствовала созданию нового раздела математики — универсальной алгебры.
Со времени Второй мировой войны интересы Биркгофа сместились в область инженерной математики, в течение войны работал над вопросами радиолокации, баллистики, гидродинамики. Монографии «Гидродинамика» (англ. Hydrodynamics, 1950) и «Струи, следы и каверны» (Jets, Wakes and Cavities, 1957, совместно с Сарантонелло) были переведены на русский язык. Позднее работал над численными методами линейной алгебры. В 1959 году, будучи консультантом General Motors, рекомендовал использование кубических сплайнов для моделирования гладких кривых.
Автор более чем 200 статей. Под его руководством степени доктора философии получили более 50 учёных.

## Награды и признание
Был действительным членом Национальной академии наук США (1968) и Американской академии искусств и наук.
В число наград входит Лекция Джона фон Неймана (1981).